# Chamoux-sur-Gelon
Chamoux-sur-Gelon (in italiano Chiamosso, desueto) è un comune francese di 886 abitanti situato nel dipartimento della Savoia della regione dell'Alvernia-Rodano-Alpi.

## Società

### Evoluzione demografica
Abitanti censiti